# دين بورك (عالم)
كان دين بورك (21 مارس 1904 - 6 أكتوبر 1988) عالمًا في الكيمياء الحيوية الأمريكية وباحثًا طبيًا وباحثًا في السرطان في معهد Kaiser Wilhelm والمعهد الوطني للسرطان. في عام 1934، طور مؤامرة لاين ويفر-بيرك بلوت (خَطِيْطَةُ لاينويفر-بيرك) مع هانز لينويفر.
كان بيرك دين الثاني من بين أربعة أبناء ولدوا لفريدريك بورك، مؤسس مدرسة سان فرانسيسكو العادية، وهي مدرسة إعدادية للمعلمين والتي أصبحت في نهاية المطاف جامعة ولاية سان فرانسيسكو. دخل جامعة كاليفورنيا في ديفيس في سن 15. بعد ذلك بعام، انتقل إلى جامعة كاليفورنيا في بيركلي، حيث حصل على درجة البكالوريوس في علم الحشرات في عام 1923. بعد أربع سنوات حصل على درجة الدكتوراه. في الكيمياء الحيوية.

## الحياة المهنية
التحق بورك بقسم الزراعة في عام 1929 وكان يعمل في مختبر أبحاث تثبيت النيتروجين. في عام 1939، انضم إلى معهد السرطان ك كيميائي مبتدئ. كان رئيسًا لمختبر كيمياء الخلية عندما تقاعد في عام 1974. كما قام بتدريس الكيمياء الحيوية في كلية الطب بجامعة كورنيل من عام 1939 حتى عام 1941. كان باحثا علميا في جامعة جورج واشنطن. كان بورك صديقًا مقربًا ومؤلفًا مشاركًا مع اوتو فاربورغ. كان مطورًا مشاركًا للنموذج الأولي للماسح بالرنين المغناطيسي. نشر بورك أكثر من 250 مقالة علمية في حياته. أصبح فيما بعد رئيسًا لقطاع الكيمياء الخلوية التابع للمعهد الوطني للسرطان في عام 1938، على الرغم من أنه غالبًا ما يُخطئ في قيادة المنشأة بأكملها.

## التقاعد
بعد التقاعد من شركة NCI في عام 1974، ظل دين بورك نشطًا. كرس حياته لمعارضته فلورة المياه. وفقا لبورك «الفلورة هي شكل من أشكال القتل الجماعي العام». جادل دين بورك في التلفزيون الهولندي ضد اقتراح فلورة المياه المعروض على البرلمان الهولندي في هولندا. كما أنه كان من أشد المؤيدين لعلاج السرطان المعتمد من قبل المؤسسة الطبية التي تعتبره الآن غير فعال وخطير.

## تقديره (عمله)
لعمله على التمثيل الضوئي، حصل دين بورك على جائزة هيلبراند في عام 1952. دين بورك وأوتو فاربورغ اكتشفو تفاعل التمثيل الضوئي الذي يقسم CO 2 الذي تم تفعيله من خلال التنفس. لتقنياته للتمييز بين الخلايا الطبيعية وتلك التي تضررت من السرطان، حصل دين بورك على جائزة غيرهارد دوماك في عام 1965.